# Bathyaulax kupariensis
Bathyaulax kupariensis är en stekelart som beskrevs av Kaartinen och Donald L.J. Quicke 2007. Bathyaulax kupariensis ingår i släktet Bathyaulax och familjen bracksteklar. Inga underarter finns listade.